# میلاد بدرقه
میلاد بدرقه (زادهٔ ۲۶ مرداد ۱۳۷۶) بازیکن فوتبال اهل ایران است که در پست مدافع میانی برای باشگاه فوتبال آلومینیوم اراک در لیگ برتر خلیج فارس بازی می‌کند.

## افتخارات

### فولاد
- جام حذفی
  - قهرمان(۱): ۱۴۰۰–۱۳۹۹